# Liverpool Football Club
Il Liverpool Football Club, noto più comunemente come Liverpool, è una società calcistica inglese con sede a Liverpool; milita nella Premier League, massima divisione nel campionato inglese di calcio, della quale è stata uno dei fondatori, ed è affiliato alla Football Association.
Fondato nel 1892, aderì un anno dopo alla Football League e dalla sua fondazione disputa le partite interne nello stadio di Anfield. Dalla seconda metà degli anni 1970 alla prima degli '80 si affermò come una delle squadre egemoni del calcio europeo sotto la guida dell'allenatore Bob Paisley. Gioca in tenuta rossa dal 1964, dopo aver utilizzato maglia rossa e calzoncini bianchi. Milita nella massima serie inglese dal 1962-63.
A livello internazionale è la prima squadra in Inghilterra per numero di titoli ufficiali vinti, 14. Nella bacheca del club figurano 6 Coppe dei Campioni/Champions League, 3 Coppe UEFA, 4 Supercoppe europee (tutti e tre record inglesi) e 1 Coppa del mondo per club FIFA.
A livello nazionale è la seconda squadra in Inghilterra per numero di titoli ufficiali vinti: 55. Nella bacheca del club figurano: 20 campionati (record condiviso con il Man. United), 8 Coppe d'Inghilterra, 10 Coppe di Lega (record), 16 Supercoppe d'Inghilterra (di cui 5 condivise) e 1 Supercoppa di lega inglese (trofeo disputato nella stagione 1985-1986, prima annata dell'esclusione dei club inglesi dalle coppe europee post-Heysel, dalle squadre inglesi qualificatesi per le competizioni UEFA di quella stagione). Complessivamente il club si è aggiudicato 69 trofei ufficiali, di cui 55 nazionali e 14 internazionali, che rendono il Liverpool una delle squadre più titolate al mondo e la squadra più titolata d'Inghilterra superando il Manchester Utd (68).
Insieme a Manchester Utd, Arsenal, Chelsea, Manchester City e Tottenham forma le "Big Six" del calcio inglese. Il Liverpool è stato membro fondatore del G-14, associazione di club calcistici europei consorziatisi per ottenere una tutela comune dei diritti sportivi, legali e televisivi di fronte all'UEFA e alla FIFA. Il Liverpool fu coinvolto in due delle pagine più funeste della storia del calcio europeo: il 29 maggio 1985 a Bruxelles (Belgio), quando 39 persone rimasero uccise negli incidenti allo stadio Heysel causati dagli hooligan inglesi prima della finale di Coppa dei Campioni con la Juventus, e il 15 aprile 1989 a Sheffield, quando 96 persone morirono nella calca per entrare allo stadio Hillsborough prima di una semifinale di Coppa d'Inghilterra con il Nottingham Forest.

## Storia

### Le origini e i primi successi
La storia del Liverpool è legata alle vicende di Anfield. Originariamente lo stadio era utilizzato dall'Everton, altro club professionistico di Liverpool, nato nel 1878 e tra i fondatori della Football League, la lega calcistica inglese. Quando l'Everton giudicò troppo alto il canone d'affitto dell'impianto, decise di lasciarlo per trasferirsi a Goodison Park.
L'usufruttuario del terreno, John Houlding, decise quindi di fondare un nuovo club calcistico che registrò alla Camera di commercio di Londra come Everton FC and Athletic Ground plc, abbreviato in Everton Athletic (in ragione del fatto che l'originale Everton non aveva ancora una ragione sociale formalmente registrata). Il Consiglio calcistico (il prodromo della Lega calcio), tuttavia, non accettò di iscrivere la nuova squadra finché avesse tenuto quel nome e, di conseguenza, il 15 marzo 1892, il neonato club fu denominato Liverpool Association Football Club e, poco dopo, solo Liverpool Football Club.

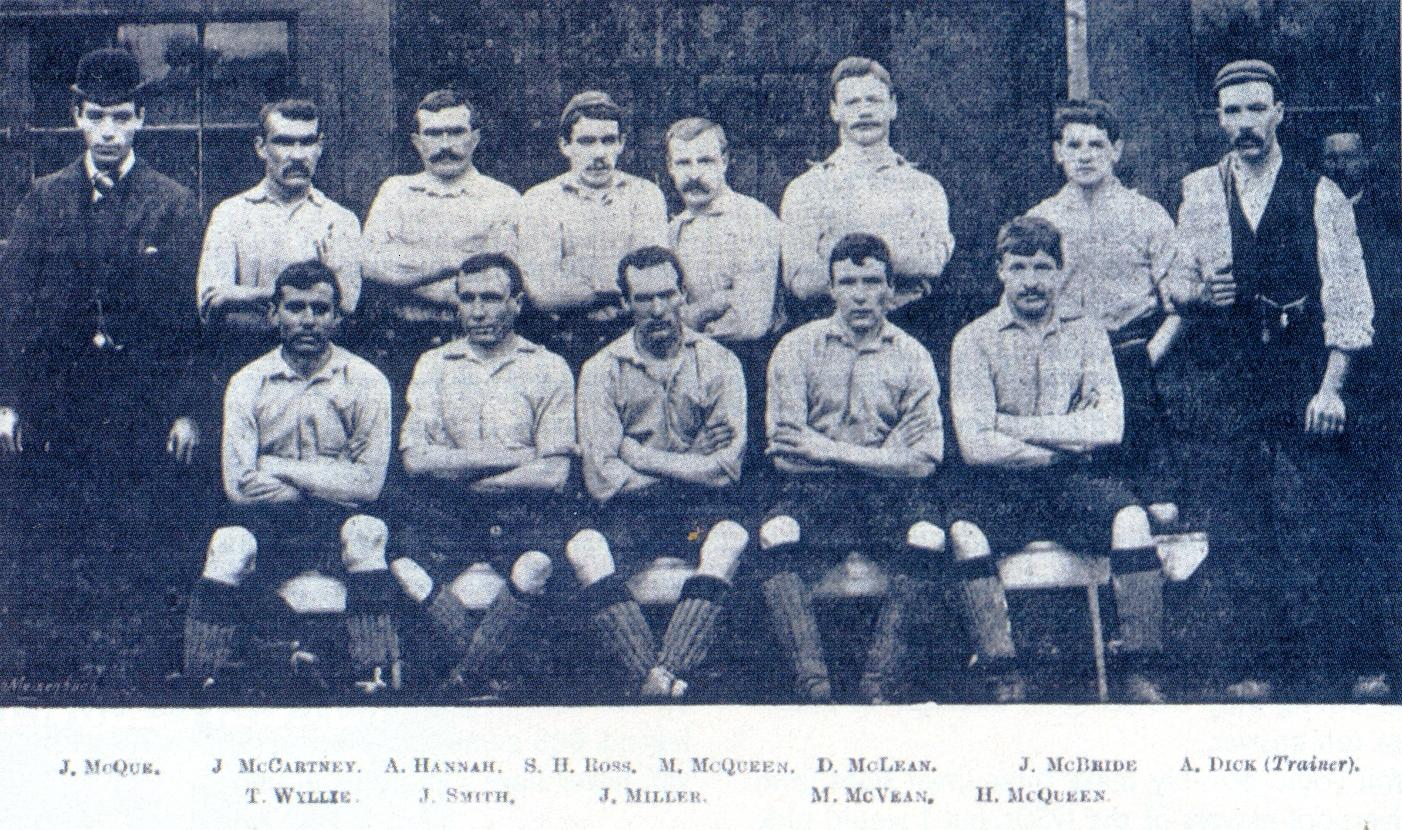
L'originario Liverpool alla sua prima stagione sportiva, 1892-1893

Il club vinse la Lancashire League nella sua prima stagione e riuscì con successo a iscriversi al campionato di Second Division nella stagione successiva. La squadra vinse il campionato al primo tentativo, venendo promossa in First Division, la massima serie di allora. Nel 1900-1901 vinse il suo primo titolo, successo bissato nel 1905-1906. Nel 1914 il club raggiunse per la prima volta la finale di FA Cup, che perse per 1-0 contro il Burnley}. La squadra non lasciò grande impronta di sé nel periodo tra le due guerre, se si eccettua il biennio sportivo 1921-1923, che vide il Liverpool vincere la sua prima serie di titoli consecutivi. Quei due titoli furono tuttavia il prologo al periodo più infruttuoso della storia dei Reds: quasi un quarto di secolo, interrotto solo dopo la fine della guerra, nel 1947.

### Il declino e la retrocessione
Il titolo vinto nel 1947, il quinto, sembrò aver ridato lustro al club, ma fu un trionfo isolato. Nel 1950 il club perse la finale della Coppa d'Inghilterra e due anni più tardi registrò il record di 61.905 spettatori in occasione del quinto turno della stessa manifestazione contro il Wolverhampton. Una serie di campionati molto al di sotto delle aspettative portarono il Liverpool sempre più in basso, finché nel 1954 giunse la retrocessione in seconda divisione dopo 61 anni di militanza in massima serie. Il quinquennio successivo fu il periodo più oscuro della storia del club, con la squadra fuori dal grande giro e l'onta di un 1-9 subito dal Birmingham City nel dicembre del 1954, con l'eliminazione nei quarti di finale della Coppa d'Inghilterra del 1957 ad opera del Southend Utd. In compenso arrivò la vittoria per 4-0 sui rivali cittadini dell'Everton nel corso della Coppa d'Inghilterra 1954-1955.

### La resurrezione
Quando nel 1959 lo scozzese Bill Shankly fu chiamato a prendere in mano il Liverpool, la squadra si trovava, come detto, in uno dei punti più bassi della propria storia. In tre stagioni Shankly riuscì a riportare i Reds in prima divisione e costruì la base per i successi futuri: nel 1963-1964 la squadra si aggiudicò per la sesta volta, la prima dopo diciassette anni, il titolo di campione d'Inghilterra. L'anno successivo il Liverpool arrivò alle semifinali di Coppa dei Campioni: dopo aver prevalso all'andata per 3-1 sull'Inter, al ritorno i Reds subirono la clamorosa rimonta dei nerazzurri, che ebbero la meglio per 3-0.
Il 1965 fu anche l'anno del primo successo del Liverpool in Coppa d'Inghilterra, ottenuto battendo 2-1 a Wembley il Leeds Utd. A questa affermazione seguì, l'anno successivo (1966) il settimo titolo inglese, la terza Charity Shield consecutiva e la prima finale europea, quella di Coppa delle Coppe, persa per 2-1 contro il Borussia Dortmund.
Furono in totale quindici gli anni di Bill Shankly alla guida del Liverpool: prima di ritirarsi, nel 1974, egli lasciò alla squadra l'ottavo titolo nazionale (1973) e, prima di questo, la vittoria della Coppa UEFA 1972-1973, che apriva al club la strada del dominio continentale.

### La conquista dell'Europa
A prendere il posto di Shankly fu il suo vice Bob Paisley, sempre al fianco del tecnico scozzese nei suoi quindici anni alla guida della squadra. Grazie anche all'ossatura predisposta da Bill Shankly, Paisley poté disporre di una squadra formata da elementi di grande valore come il portiere Clemence, i difensori Neal e Alan Kennedy, i centrocampisti Case, Hughes e McDermott, gli attaccanti Ray Kennedy, Toshack e, su tutti, la classe di Kevin Keegan. Dopo aver portato a casa l'accoppiata titolo nazionale (il nono) e Coppa UEFA (la seconda in quattro anni) nel 1976, il Liverpool giunse alla finale della Coppa dei Campioni l'anno successivo, all'Olimpico di Roma contro il Borussia Mönchengladbach, già battuto nella finale di Coppa UEFA del 1973. I Reds vinsero con il risultato di 3-1 e si laurearono campioni d'Europa per la prima volta, successo che replicarono l'anno successivo nella finale di Wembley contro i belgi del Club Bruges, curiosamente anche loro già battuti dagli inglesi nella finale di Coppa UEFA, stavolta di due stagioni prima. Keegan, dopo questi successi, lasciò il Liverpool nel 1977 per andare a giocare in Germania, nell'Amburgo, e il suo posto fu preso dallo scozzese Kenny Dalglish detto King. La squadra continuò a ottenere successi: fino al 1983, l'anno del suo ritiro, Paisley vinse ancora un'altra Coppa dei Campioni (a Parigi nel 1981 contro il Real Madrid, grazie alla quale è stato il primo tecnico di club a essersi laureato tre volte campione d'Europa, record eguagliato solo nel 2014 da Carlo Ancelotti e nel 2018 da Zinédine Zidane), tre titoli nazionali, tre Coppe di Lega consecutive e una Supercoppa UEFA.

### Glihooligane la messa al bando

I Reds festeggiano dopo la vittoriosa finale di Coppa dei Campioni 1983-1984

Con Joe Fagan, subentrato a Paisley, il Liverpool continuò a vincere: nel 1984 arrivò il quindicesimo titolo nazionale e, soprattutto, la quarta Coppa dei Campioni, vinta ancora una volta allo stadio Olimpico di Roma, questa volta contro la squadra che in quello stadio era normalmente di casa, la Roma: dopo l'addio di Ray Clemence, il Liverpool s'era affidato allo zimbabwese Bruce Grobbelaar. Per la prima volta nella sua storia la finale di Coppa dei Campioni fu decisa ai tiri di rigore (dopo un pareggio per 1-1 siglato da Neal e Pruzzo) e in quel frangente fu decisivo il portiere del Liverpool Grobbelaar che, facendo oscillare le gambe e sbattendo le ginocchia, distrasse i rigoristi giallorossi, inducendo Conti e Graziani a sbagliare i loro tiri dal dischetto; in questo modo la coppa più ambita d'Europa volò in Inghilterra per la quarta volta in otto stagioni. In quell'anno il Liverpool vinse anche per la quarta volta consecutiva la Coppa di Lega, diventando la prima squadra inglese a vincere tre trofei in una stagione. Ai successi in campo internazionale corrispondeva anche un elevato tasso delinquenziale di molti dei suoi tifosi (i famigerati hooligans), autori di autentici raid teppistici di inusitata violenza sia in Inghilterra sia in giro per l'Europa. Anche nel 1984-1985 il Liverpool raggiunse la finale della Coppa dei Campioni e trovò per il secondo anno di fila un'italiana, la Juventus. Gli incidenti che precedettero la partita costarono, tra tifosi italiani, francesi, belgi e un irlandese, 39 morti, il bando quinquennale di tutte le squadre inglesi dalle competizioni europee eccettuato lo stesso Liverpool per il quale il bando fu di sei stagioni, e la fine del ciclo continentale dei rossi di Liverpool. Fagan si ritirò dopo la partita che, per la cronaca, vide la squadra inglese sconfitta con il risultato di 0-1 (gol di Platini su calcio di rigore).
In quel momento difficile Kenny Dalglish assunse l'incarico di giocatore-allenatore: nonostante la squadra fosse rimasta fuori dall'Europa, in campo nazionale era ancora la più forte, tanto che vinse altri tre campionati, nel 1986, nel 1988 e nel 1990. I successi domestici vennero offuscati da un altro evento tragico, quello dell'Hillsborough Stadium di Sheffield, dove, a causa di gravissimi errori organizzativi e logistici, 96 persone rimasero uccise.
A guidare il club, dopo Dalglish, furono altri due ex giocatori dei Reds: prima Ronnie Moran, poi Graeme Souness, entrambi campioni d'Europa a Roma nel 1984. La prima uscita europea del Liverpool si arrestò nei quarti di finale della Coppa UEFA 1991-1992 contro il Genoa: fu la prima sconfitta casalinga del Liverpool contro una squadra italiana. Le vittorie della Coppa d'Inghilterra del 1992 e la Coppa di Lega del 1995 segnarono la ripresa di un cammino che poi, sotto la guida prima di Roy Evans (1991-1998) e poi di Gérard Houllier (dal 1998), avrebbe riportato il club alla ribalta.

### Il nuovo millennio

Il Liverpool della stagione 2000-2001, vincitore del treble misto composto da FA Cup, Football League Cup e Coppa UEFA

Gérard Houllier, che peraltro si era sempre dichiarato tifoso del Liverpool fin da giovane, fu assunto all'inizio per affiancare Roy Evans, ma lo sostituì nel 1999, quando quest'ultimo, in seguito a risultati inferiori alle aspettative, decise di farsi da parte. Houllier ottenne i primi successi della propria gestione nella stagione 2000-2001, in cui vinse la Coppa di Lega, la Coppa d'Inghilterra e la Coppa UEFA (battendo in finale i sorprendenti spagnoli del Deportivo Alavés per 5-4 al golden goal). I mesi seguenti furono segnati dalle vittorie della Supercoppa d'Inghilterra e della Supercoppa europea (contro i campioni continentali del Bayern Monaco), che chiusero così la cinquina stagionale di trofei Nel 2002-2003 fu messa in bacheca un'altra Coppa di Lega, ma nel 2004 Houllier e il Liverpool decisero di separarsi.
Nel 2004-2005 la squadra presa in mano dallo spagnolo Rafael "Rafa" Benitez non andò oltre il quinto posto in campionato, ma in Europa vinse la UEFA Champions League con una clamorosa rimonta dallo 0-3 al 3-3 ai danni del Milan, che permise ai Reds di aggiudicarsi ai tiri di rigore il massimo trofeo continentale a vent'anni esatti dalla loro ultima apparizione in finale (anche in quel caso contro un'altra italiana, la Juventus). Qualche mese più tardi la Supercoppa europea vinta contro il CSKA Mosca fece coppia con la UEFA Champions League. Il quinto alloro europeo valse al Liverpool il multiple-winner badge dell'UEFA Champions League, oltre al diritto di tenere definitivamente l'originale del trofeo nella propria bacheca, sebbene, paradossalmente, non garantì l'automatica qualificazione all'edizione successiva, come avveniva con la vecchia Coppa dei Campioni. La questione fu successivamente risolta con una deroga speciale dell'UEFA valida solo per quel caso eccezionale. Nella stagione 2005-2006 si registrò la vittoria della Coppa d'Inghilterra, seguita da un altro successo in Supercoppa d'Inghilterra. Nel 2006-2007 il Liverpool giunse nuovamente in finale di UEFA Champions League, dove si trovò di fronte, per la seconda volta nel giro di due anni, gli italiani del Milan, che allo stadio Olimpico di Atene ebbero la propria rivincita, imponendosi per 2-1.
Il 6 febbraio 2007 gli industriali delle telecomunicazioni statunitensi George Gillett (proprietario della squadra canadese di hockey su ghiaccio dei Montreal Canadiens) e Tom Hicks (proprietario della squadra di baseball dei Texas Rangers) acquistarono la maggioranza del club. Gli anni a venire furono caratterizzati da altre sfide contro il Chelsea in UEFA Champions League (da cui i Reds subirono l'eliminazione in semifinale nel 2007-2008 e ai quarti nel 2008-2009) e da piazzamenti nei primi quattro posti in campionato. Nel 2009-2010 al settimo posto in campionato si accompagnò un buon percorso in Europa League, arrestatosi in semifinale.
Nell'aprile 2010 il club fu messo in vendita dopo l'abbandono dei proprietari statunitensi; Martin Brougthon, già presidente della British Airways, diventò advisor della società, indebitata per quasi 300 milioni di euro. Il 25 novembre 2010 la squadra fu acquistata dall'imprenditore televisivo statunitense Tom Werner, anche lui, come i precedenti proprietari, possessore di una franchigia americana (la squadra di baseball dei Boston Red Sox).

### Anni 2010-2015 ed era Klopp

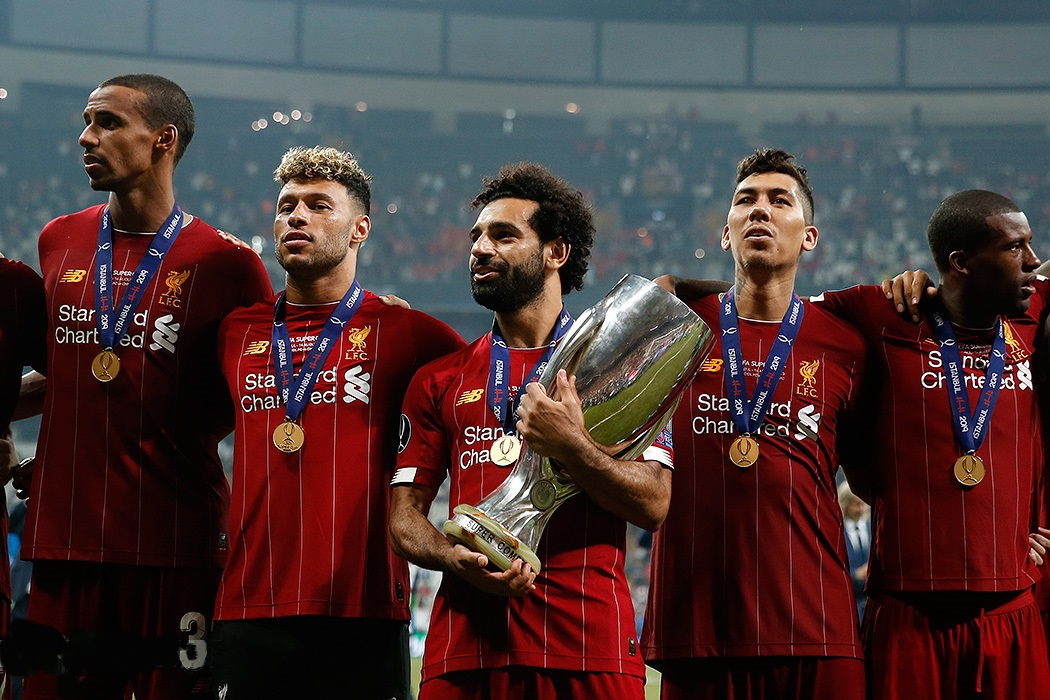
I Reds dopo la vittoria nella Supercoppa UEFA 2019

Dopo circa cinque stagioni senza vincere alcun trofeo, nel 2011-2012, sotto la guida di Kenny Dalglish, i Reds sconfissero ai rigori il Cardiff City, squadra militante nel Championship, nella finale di Coppa di Lega, riportando la coppa a Liverpool dopo nove anni. Nella stessa stagione raggiunsero la finale di FA Cup, persa contro il Chelsea. In campionato i piazzamenti nel biennio 2011-2013 furono mediocri.
La stagione 2013-2014 vide i Reds di Brendan Rodgers battagliare per il titolo e chiudere al secondo posto in Premier League, ottenendo la qualificazione alla Champions dopo cinque anni. Esonerato Rodgers dopo il deludente sesto posto dell'annata seguente e l'amaro avvio della stagione 2015-2016, il Liverpool fu affidato a Jürgen Klopp, sotto la cui guida tornò in pochi anni tra le grandi d'Europa.
I Reds sfiorarono il successo in Europa League (sconfitta nella finale di Basilea contro il Siviglia detentore del trofeo) e Coppa di Lega nel 2015-2016 e nel 2017-2018, sospinti dai gol del neo-acquisto Mohamed Salah (ben 44 gol in 50 presenze stagionali), tornarono a qualificarsi per la finale di UEFA Champions League dopo undici anni: allo stadio Olimpico il Liverpool fu sconfitto per 3-1 dai detentori del trofeo, gli spagnoli del Real Madrid. Nel 2018-2019 i Reds contesero il titolo nazionale al Manchester City, che prevalse per un solo punto, e vinsero per la sesta volta la UEFA Champions League, battendo per 2-0 allo stadio Wanda Metropolitano di Madrid i connazionali del Tottenham, nella seconda finale disputata consecutivamente dai Reds. L'anno d'oro del Liverpool fu suggellato dalla vittoria della Supercoppa europea ai tiri di rigore contro i connazionali del Chelsea, nella prima finale tutta inglese della competizione, e dalla vittoria della prima Coppa del mondo per club nella storia del Liverpool, ottenuta battendo in finale i brasiliani del Flamengo per 1-0 ai tempi supplementari. Nel 2019-2020 il Liverpool tornò, dopo trent'anni, ad aggiudicarsi il campionato inglese, con ben sette turni di anticipo. Nel 2021-2022 i rossi tornarono al successo in Coppa di Lega e in Coppa d'Inghilterra, battendo in ambo le occasioni in finale il Chelsea ai tiri di rigore, e raggiunsero, per la terza volta in cinque anni, la finale di UEFA Champions League, dove furono nuovamente sconfitti dal Real Madrid (0-1). La gestione di Klopp si chiuse nel 2023-2024, annata in cui, battendo il Chelsea dopo i tempi supplementari, i Reds si aggiudicarono per la decima volta la Coppa di Lega. Nella stagione 2024-2025 il Liverpool è tornato, dopo quattro anni di dominio del Manchester City, ad aggiudicarsi il campionato inglese, con quattro turni di anticipo. Inoltre, hanno raggiunto la finale di Coppa di Lega, perdendola però contro il Newcastle Utd, e hanno raggiunto gli ottavi di finale di UEFA Champions League, perdendo contro il Paris Saint-Germain ai tiri di rigore.

## Colori e simboli

### Colori
I colori originari della squadra erano gli stessi dell'Everton, bianco e blu. Tuttavia, già dal 1894, si decise di adottare il colore civico della città di Liverpool, il rosso (da qui il tradizionale soprannome di reds). Fino agli anni sessanta le maglie rosse si appaiavano ai calzini bianchi e i colori si invertivano secondo necessità in caso di incontri fuori casa. Nel 1964 Bill Shankly decise di adottare una tenuta completamente rossa, che da allora non è più cambiata.
| Dal 1892 al 1896 |

| Dal 1896 al 1907 |

| Dal 1907 al 1910 |

| Dal 1910 al 1933 |

| Dal 1959 al 1964 |

| Dal 1964 al 1982 |

| Maglia attuale |

Diverso il caso delle tenute da trasferta: tradizionalmente bianche con i pantaloncini neri, si sono spesso alternate ad altre completamente gialle. Nel 1987, tuttavia, fu introdotta una tenuta grigio argento, dismessa per il centenario del club nel 1992, allorché si adottò una tenuta verde con pantaloncini bianchi. Comunque, sia la tenuta grigia che quella verde non incontrarono mai il gradimento del pubblico e furono abbandonate.
Attualmente, la tenuta da trasferta del Liverpool è nera con inserti bianchi.
| Dal 1892 al 1897 |

| Dal 1900 al 1908 |

| Dal 1929 al 1954 Dal 1964 al 1969 |

| Dal 1957 al 1964 Dal 1976 al 1982 |

| Dal 1982 al 1985 |

| Dal 1987 al 1991 |

| Maglia attuale |

### Simboli ufficiali

#### Stemma

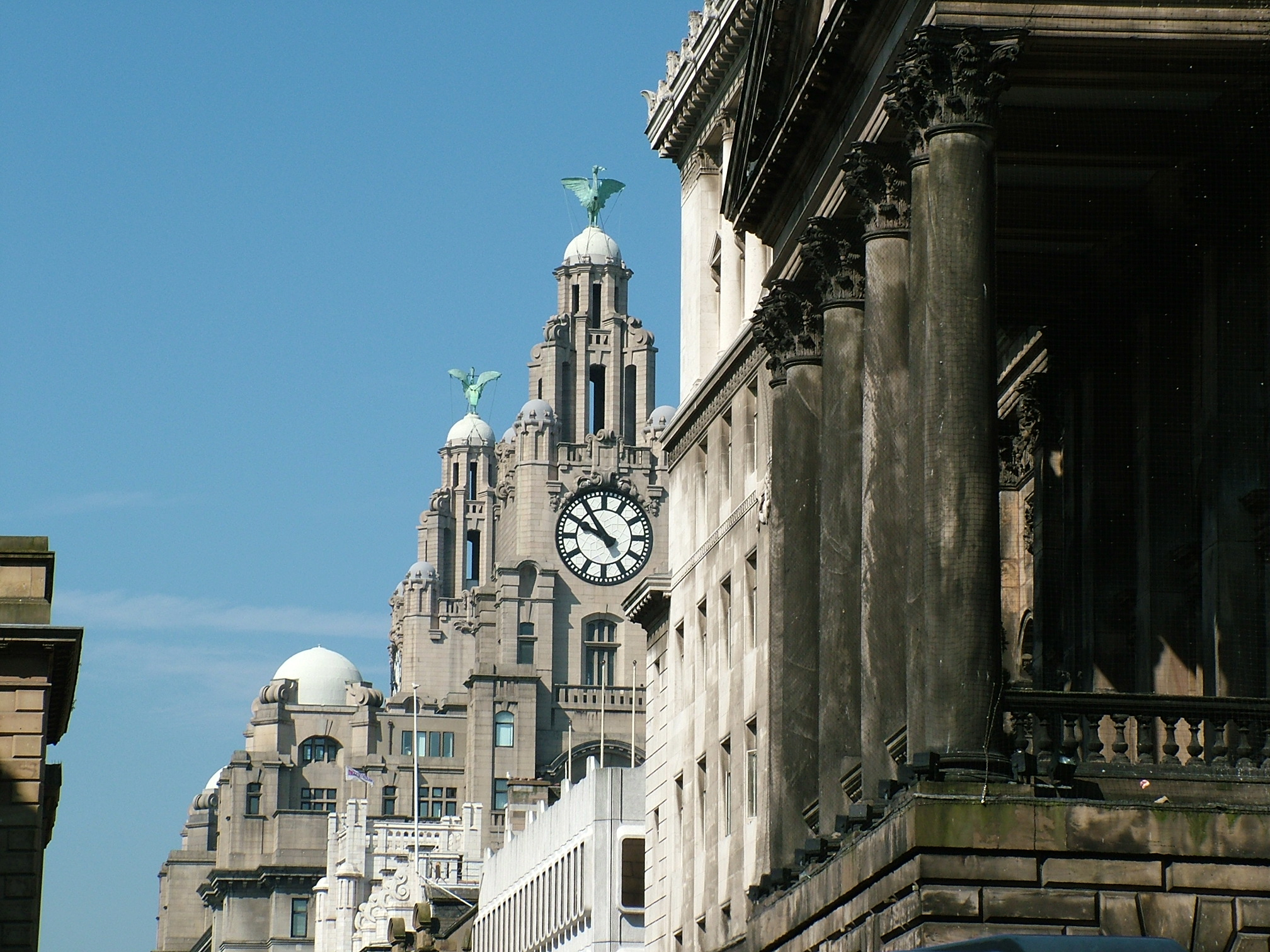
I due Liver Bird sul municipio di Liverpool

Nel 1901 fu adottato come stemma il Liver bird, l'uccello mitologico metà cormorano metà aquila riprodotto in due statue bronzee che campeggiano sulle due torri del municipio della città. Secondo la leggenda, il giorno in cui il Liver bird volerà via dal Royal Liver Building, ci sarà la fine della città.
Rappresentato sulle maglie del Liverpool Football Club a partire dal 1955, il Liver bird era disegnato fino al 1969 in rosso su un ovale bianco sulla maglia di casa. I colori vennero poi invertiti (uccello bianco dentro un ovale rosso). Nella prima metà degli anni settanta, l'uccello mitologico venne rappresentato bianco sulla maglietta rossa. Il colore del Liver bird divenne giallo nel 1976 e nelle successive nove stagioni. Le stagioni 1985-1986 e 1986-1987 sono le ultime in cui la maglia del Liverpool viene marchiata dal solo Liver bird di colore bianco.
Nel 1987 l'emblema del club apparve sulle maglie. Nel 1992 l'emblema divenne giallo. Restò sulle maglie del Liverpool Football Club fino al 2000, anno in cui avvenne un cambio di logo.
Lo stemma attuale del Liverpool raffigura il tradizionale Liver Bird dentro uno scudo. Il tutto è sormontato da una stilizzazione dell'ingresso di Anfield dedicato a Bill Shankly e la scritta You'll Never Walk Alone ("Non camminerete mai soli"), che è anche il titolo dell'inno ufficiale. Le fiamme ai lati dello scudo sono a ricordo delle vittime della citata strage di Hillsborough.

## Strutture

### Stadio

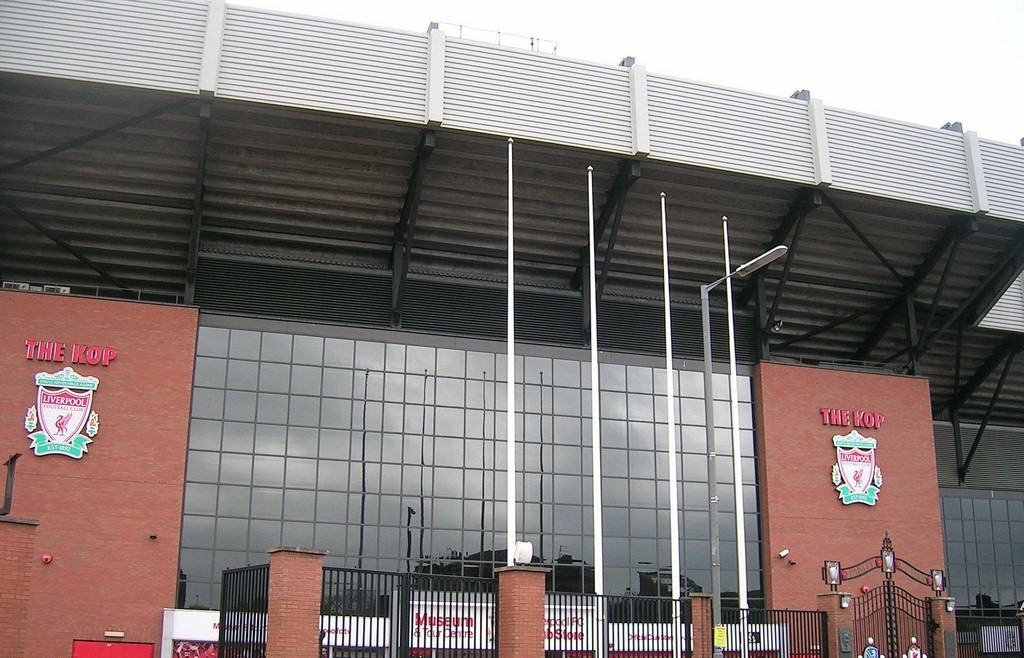
Esterno del Kop

Il campo ufficiale di gioco per le gare interne del Liverpool è Anfield fin dalla sua fondazione nel 1892. Anfield venne edificato nel 1884 su un terreno adiacente al Stanley Park, e venne originariamente utilizzato dall'Everton. Quest'ultima squadra lasciò lo stadio nel 1892 dopo una disputa sull'affitto avuta con il proprietario di Anfield, John Houlding, che decise di fondare una nuova squadra che giocasse in questo stadio. Lo stadio aveva una capienza di 20.000 posti, anche se solo 100 spettatori assistettero alla prima partita del Liverpool a Anfield.
Nel 1906 una sezione dello stadio venne ridenominata Spion Kop. Il nome Kop viene dal luogo di una battaglia - persa dai britannici - della seconda guerra Anglo-Boera. Nel corso di tale battaglia, che ebbe luogo nel 1900 in Sudafrica presso la cima di Spion Kop, morirono molti soldati provenienti proprio da Liverpool e inquadrati nel reggimento di fanteria del Lancashire. Nel suo periodo di massima capienza, la Kop poteva ospitare 28.000 spettatori (in piedi) ed era una delle tribune più capienti del mondo: era in grado di ospitare più persone di quanto potessero farlo alcuni stadi. La sezione venne considerevolmente ridotta di capienza a causa delle misure di sicurezza adottate in seguito al disastro di Hillsborough. Venne completamente ricostruita nel 1994, e attualmente ha una ridotta capienza di 12 390 spettatori.

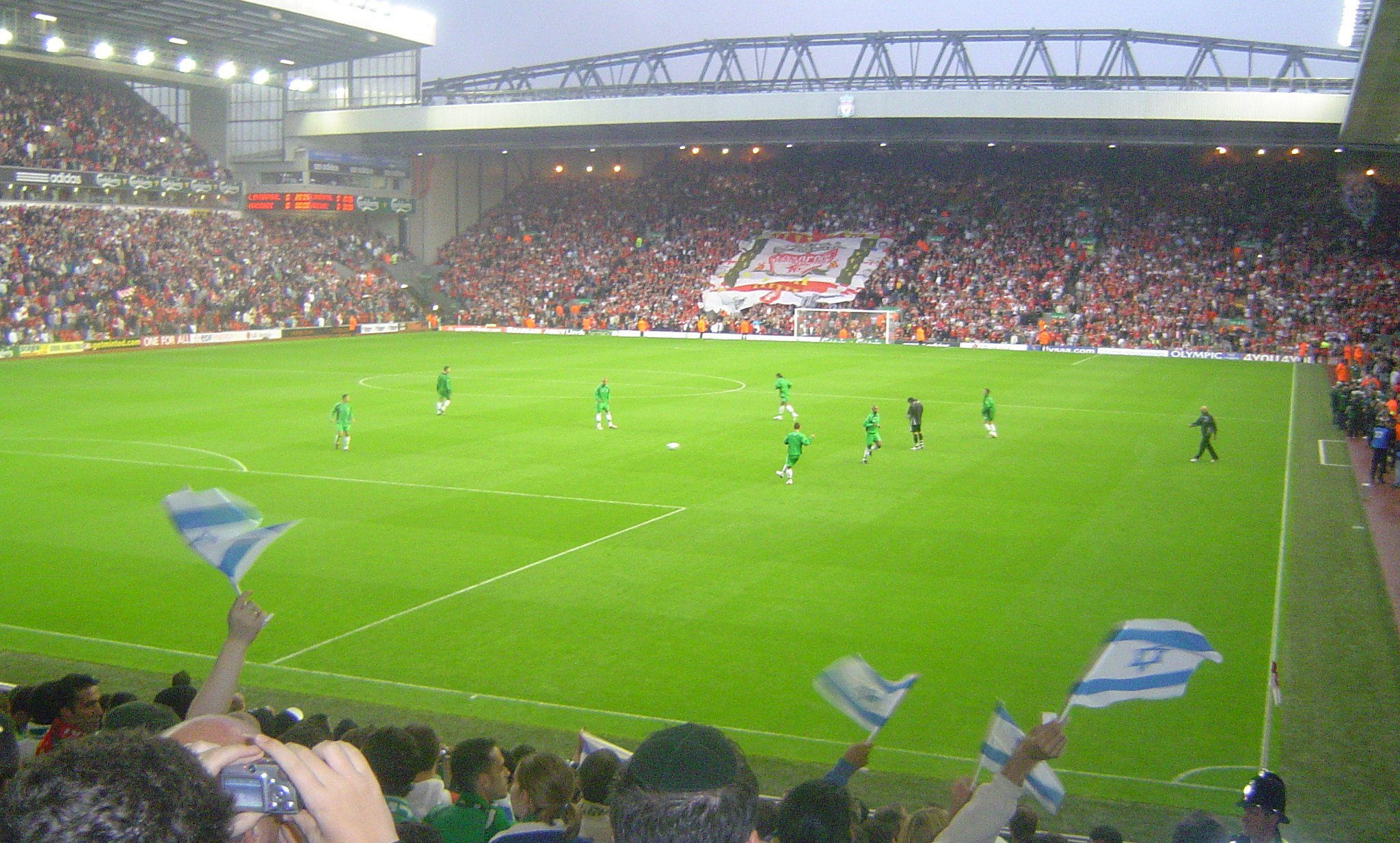
Il Kop dopo la ricostruzione del 1994. La foto mostra il Liverpool in una partita contro gli israeliani del l'8 agosto 2006.

L'Anfield Road Stand si trova dalla parte opposta del Kop e ospita i tifosi della squadra in trasferta. Fu ricostruita nel 1998 con una capienza di 9 074 spettatori. Le due sezioni adiacenti sono la Main Stand, con una capienza di 20 600 spettatori, e la Kenny Dalglish Stand, che può ospitare fino a 11 762 spettatori. La Main Stand è la sezione più antica di Anfield ed è stata ampliata nel 2016. Ospita gli spogliatoi dei calciatori e il box del direttore. La Kenny Dalglish Stand era in precedenza nota come Kemlyn Road Stand fino a quando venne ricostruita in occasione del centenario del club nel 1992, quando prese il nome di Centenary Stand. Il 3 maggio 2017 fu intitolata a Kenny Dalglish, il miglior giocatore della storia del club. La capienza dello stadio è di 54 074 posti. Anfield è stato valutato come uno stadio a categoria quattro stelle dalla UEFA.

### Centro di allenamento
Melwood è il centro d'allenamento del Liverpool FC. Si trova a West Derby, alla periferia di Liverpool, dove il Liverpool FC ha sede fin dagli anni cinquanta. Precedentemente, il terreno apparteneva a una scuola locale, che lo utilizzava come terreno di gioco. Padre Melling e Padre Woodlock, che lavoravano nella scuola, diffusero il gioco del calcio tra i ragazzini. Il terreno è stato nominato Melwood in loro onore: infatti Mel e Wood sono le prime sillabe dei loro nomi.

## Società

### Organigramma societario
Tredici membri sono attualmente in carica nel consiglio di amministrazione del Liverpool Football Club, tra cui l'antico proprietario David Moores che è direttore e presidente a vita.
| Nome           | Funzione              |
| Tom Werner     | Presidente            |
| John Henry     | Direttore generale    |
| David Ginsberg | Vicepresidente        |
| Jeffrey Vinik  | Direttore             |
| P. Nash        | Direttore finanziario |
| I. Ayre        | Direttore commerciale |

| Nome           | Funzione              |
| D.R. Moores    | Presidente a vita     |
| T.D. Smith     | Vicepresidente a vita |
| K.E.B. Clayton | Vicepresidente a vita |
| J.D. Burns     | Vicepresidente a vita |
| J.H. Cresswell | Vicepresidente a vita |
| Ian Silvester  | Segretario            |
| Arne Slot      | Manager               |
| Colin Pascoe   | Assistant Manager     |

#### Status giuridico e legale
Gli ex presidenti del Liverpool George Gillett e Tom Hicks, acquistarono il club il 6 febbraio 2007 dall'antico proprietario David Moores per la cifra di 218.900.000 di sterline. I due hanno pagato 5.000 sterline per azione, 174,1 milioni per l'azionariato totale del club e 44,8 milioni di sterline per coprire i debiti del club. Le relazioni tese tra gli Americani e il mancato sostegno dei tifosi sembravano mandare all'aria l'acquisto; in primo luogo perché Dubai International Capital (DIC), candidatosi per l'acquisto del club prima di Hicks e Gillett, voleva acquistare il club; poi, perché un altro gruppo, Share Liverpool FC, mostrò interesse per l'acquisto di club anche se non erano in grado di raccogliere i capitali necessari per fare un'offerta. L'offerta richiesta ammontava a 500 milioni di sterline per il club, con la partecipazione di 100.000 tifosi che pagarono 5.000 sterline a testa per acquistare una quota della società.
Poiché il club era indebitato i proprietari americani del Liverpool ottennero nel gennaio 2008 un prestito di 693 milioni di dollari dalle banche Royal Bank of Scotland e Wachovia, consentendo loro di rinegoziare il debito del club e iniziare i lavori del nuovo stadio. Nel 2009 il Liverpool firmò un contratto di sponsorizzazione con la Standard Chartered Bank per 80 milioni di sterline, un record che permise al club di migliorare le proprie finanze. Tuttavia, la situazione finanziaria del club non consente al Liverpool Football Club di iniziare la costruzione del suo nuovo stadio.
Nell'aprile 2008, la rivista Forbes classifica il Liverpool al quarto posto nella classifica delle squadre di calcio più costose del mondo, dopo Manchester Utd, Real Madrid e Arsenal, stimando il valore del club a un miliardo di dollari, equivalenti a 605 milioni di sterline, escludendo il debito che rappresenta il 65% del valore del club.

### Bilancio societario
La società Deloitte classifica il Liverpool, nella Deloitte Football Money League 2008, all'ottavo posto nella classifica delle squadre con maggior reddito, con una plusvalenza di 133,9 milioni di euro nel corso della stagione 2006-2007; rispetto alla classifica della stagione precedente, il club ha guadagnato due posizioni.
I ricavi dipendono dai guadagni dei diritti di trasmissione, alcune variabili, ma anche dai risultati nelle competizioni. Nel 2005, la vittoria del Liverpool in Champions permise al club di moltiplicare per 5,8 i suoi ricavi derivanti da competizioni diverse dal campionato nazionale tra il 2004 e il 2005. I ricavi dal merchandising furono in aumento costante tra il 2004 e il 2006. I ricavi totali ammontarono approssimativamente a 120 milioni di sterline nel 2005 e 2006. Il sito Internet del club è anche un negozio, dove si possono acquistare i prodotti ufficiali del club (magliette, sciarpe, scarpe) e molti altri prodotti. La costruzione del nuovo stadio, Stanley Park, dovrebbe consentire al Liverpool Football Club di beneficiare di maggiori entrate grazie a una capienza maggiore.
| Anno | Merchandising | Sponsor       | Competizioni | Competizioni | Competizioni | Competizioni | Competizioni   | Diritti di trasmissione TV | Partite di campionato | Totale dei ricavi |
| Anno | Merchandising | Sponsor       | LC           | FA Cup       | Carling Cup  | SC / CMC     | Totale         | Diritti di trasmissione TV | Partite di campionato | Totale dei ricavi |
| ---- | ------------- | ------------- | ------------ | ------------ | ------------ | ------------ | -------------- | -------------------------- | --------------------- | ----------------- |
| 2004 | 11,701        | 17,308        | -            | -            | -            | -            | 5,454          | 30,773                     | 22,005                | 91,6              |
| 2005 | 12,312 ( 5%)  | 19,623 ( 13%) | 28,826       | 0,327        | 2,304        | 0            | 31,457 ( 480%) | 28,699 ( 6,7%)             | 22,928 ( 4%)          | 121 ( 32%)        |
| 2006 | 16,322 ( 32%) | 17,904 ( 9%)  | 18,714       | 4,466        | 0,330        | 3,347        | 26,857 ( 15%)  | 29,643 ( 3%)               | 25,219 ( 10%)         | 119,5 ( 1%)       |

### Sponsor
L'attuale fornitore tecnico del club è Adidas. I precedenti fornitori tecnici del club furono Umbro dal 1973 al 1985, Adidas dal 1985 al 1996, dal 2006 al 2012 e di nuovo dal 2025, Reebok dal 1996 al 2006, Warrior Sports dal 2012 al 2015, New Balance dal 2016 al 2020 e dal 2020 al 2025 Nike.
Il Liverpool è stato il primo club professionistico britannico a portare il logo dello sponsor sulle sue maglie. Il club ha conosciuto poche variazioni nei contratti di sponsorizzazione: si legò a Crown Paints e l'azienda italiana produttrice di elettrodomestici Candy prima di firmare con il loro sponsor Carlsberg nel 1992. Questo contratto di sponsorizzazione fu il più antico della storia della massima divisione inglese di calcio. Nella stagione 2009-2010, gli sponsor del Liverpool Football Club furono Carlsberg, sponsor principale, il cui logo appare sulle maglie dei Reds, Adidas, che era il fornitore tecnico del club, MBNA, Thomas Cook Sport, Getty Images, Lucozade Sport, Turespana e Maxxis. Per la stagione 2010-2011 e per le tre successive, il Liverpool Football Club e la banca Standard Chartered Bank hanno firmato un contratto di sponsorizzazione che stabilisce che la banca avrà il suo nome scritto sulla maglia dei Reds.
| Abbigliamento tecnico - Umbro (1973-1985) - Adidas (1985-1996) - Reebok (1996-2006) - Adidas (2006-2012) - Warrior Sports (2012-2015) - New Balance (2015-2020) - Nike (2020-2025) - Adidas (2025-) | Sponsor ufficiale - Hitachi (1979-1982) - Crown Paints (1982-1988) - Candy (1988-1993) - Carlsberg (1993-2010) - Standard Chartered (2010-presente) - Western Union (2017-presente) (sleeve sponsor) |

### Settore giovanile

Michael Owen, cresciuto nel vivaio liverpooliano e unico Pallone d'oro nella storia del club (2001)

Nel 1998 venne fondata una nuova accademia per i giovani (Youth Academy) a Kirkby, al nord di Liverpool. Essa sostituisce gli antichi metodi con quelli più all'avanguardia, e permette al club di concentrare i suoi sforzi sui giovani, impiegando le nuove tecniche e rispettando le norme dei centri di formazione. L'Accademia è supervisionata da un ex giocatore del Liverpool FC, Hughie McAuley, che è stato in precedenza direttore del settore giovanile. Dopo l'istituzione dell'accademia, il principale campo di allenamento di Melwood viene utilizzato unicamente dalla prima squadra; il fatto che i giovani utilizzino altri campi ha permesso a tutti i campi di rimanere in buone condizioni. L'Accademia, inoltre, ha permesso ai giovani di incrementare le proprie abilità calcistiche a Liverpool.
I reclutatori assistono alle numerose partite locali per cercare nuovi talenti. I giocatori selezionati sono invitati a partecipare a delle sessioni di allenamento all'accademia assieme ad altri iscritti al provino. Essi sono selezionati a partire dall'età di 8 anni. L'ex giocatore della nazionale inglese Jamie Carragher cominciò a giocare nel Liverpool a 9 anni. Michael Owen entrò nel club a 11 anni e Steven Gerrard a 8 anni. L'accademia permette ai giocatori di studiare dopo gli allenamenti. Essa dispone di una sala conferenze e di una sala fornita di computer per aiutare i giocatori negli studi scolastici. L'accademia può gestire fino a trentaquattro ragazzi per gruppo, ogni gruppo è diviso per anno di nascita, ma più generalmente la cifra è di circa ventidue o ventitré giocatori a salire. I ragazzi dagli 8 ai 12 anni giocano otto contro otto in partite che durano tre tempi di venti minuti. Il settore giovanile dispone di quattro terreni d'erba, uno avente una superficie Polytan, altri sette campi più piccoli e un campo all'interno. I terreni coprono una superficie di 56 acri.

### Altre sezioni

#### Sezione femminile
Il Liverpool Ladies Football Club è la squadra di calcio femminile affiliata al Liverpool FC. Per la stagione 2008-2009, gioca nel campionato inglese femminile di calcio, la massima serie del calcio femminile inglese. Fondata nel 1989, il Liverpool Ladies FC gioca al Ashley Travel Stadium, e i suoi colori sociali sono il rosso e il bianco come la prima squadra maschile del Liverpool FC. Fondata come Newton LFC, cambiò nome in Knowsley LFC due anni dopo. Dal 1994, anno della fondazione del campionato femminile, porta il nome di Liverpool FC. Negli anni novanta, giocò in Premier League ma la mancanza di sostegno finanziario la portò a retrocedere in Divisione Nord nel 2000. Nel 2004, il Liverpool FC Ladies vinse il campionato di Divisione Nord ritornando in Premier League; un anno dopo ritornò in Divisione Nord avendo vinto solo due partite in tutta la stagione. Al termine della stagione 2007-2008 ritornò in massima serie. Come per i loro omologhi maschili, il rivale del Liverpool LFC è l'Everton.

#### Squadra riserve
Le riserve del Liverpool Football Club giocano in Premier Reserve League North. Nella stagione 2007-2008, ha vinto la Premier Reserve League North e i play-off. La squadra riserve gioca allo stadio Halliwell Jones a partire dal 2 ottobre 2007, giorno in cui si giocò una partita contro il Sunderland. In precedenza le riserve del Liverpool giocavano al Haig Avenue. Le riserve disputano inoltre la Liverpool Senior Cup.

#### Superleague Formula

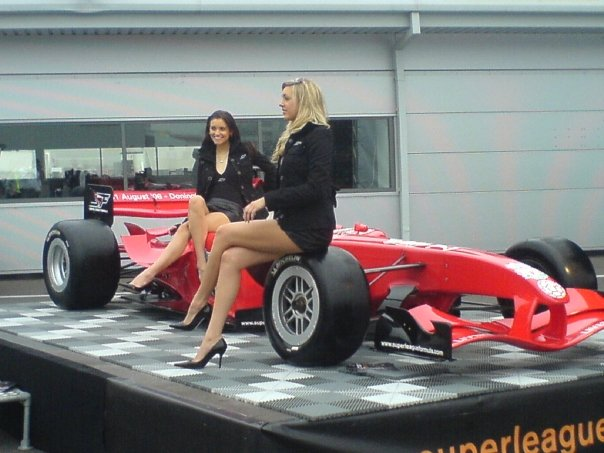
La vettura del Liverpool FC impegnata nella Superleague Formula a Donington

Il Liverpool FC ha una vettura che ha corso in Superleague Formula per la stagione 2008-2009, la prima della competizione. Il pilota, Adrián Vallés, ha concluso il campionato quarto, con 325 punti, ottenendo due vittorie nella prima corsa sul circuito di Zolder e sul circuito di Estoril, e due pole position nelle due ultime gare della stagione sui circuiti di Vallelunga e Jerez. Il pilota di prova ufficiale era Dan Clarke.

## Nella cultura di massa
In quanto uno dei maggiori club di successo nella storia del calcio inglese, il Liverpool si è spesso distinto non solo in ambito calcistico ma anche nella cultura britannica. Il club fece la sua apparizione nella prima edizione del programma BBC Match of the Day, che mostrava le scene più importanti della partita Liverpool-Arsenal del 22 agosto 1964. Il club fu anche l'argomento della prima trasmissione tv a colori, la telecronaca in diretta dell'incontro Liverpool-West Ham Utd. I fan del Liverpool vengono citati nella canzone dei Pink Floyd "Fearless", in cui vengono cantati pezzi della canzone "You'll Never Walk Alone". Il Liverpool fece uscire una canzone chiamata "Anfield Rap" nel 1988. È stato l'inno del club per la finale di FA Cup 1988 contro il Wimbledon FC, e viene cantata da John Barnes e altri calciatori della squadra.
Un documentario sul disastro di Hillsborough scritto da Jimmy McGovern venne trasmesso nel 1996. In esso appare Christopher Eccleston nel ruolo di Trevor Hicks, sulla cui storia è incentrata la trama del filmato. Hicks, che ha perso due figlie adolescenti nel disastro, partecipò a una campagna per stadi più sicuri e contribuì a formare il Hillsborough Families Support Group. Il club compare nel film The 51st State (o Formula 51). Felix DeSouza (Robert Carlyle) è un fan della squadra e l'ultima scena del film è ambientata allo stadio nel corso di un match tra Liverpool e Manchester United. Il club appare anche in un programma televisivo per bambini chiamato Scully; la trama riguarda un ragazzino, Francis Scully, che svolge un provino per entrare nel Liverpool. Nel programma appaiono famosi giocatori del Liverpool dell'epoca come Kenny Dalglish.
Il 20 settembre 2007 il Liverpool ha lanciato il suo canale televisivo ufficiale, Liverpool FC TV, che ha fatto parte delle reti a pagamento di Setanta Sport. Vengono trasmesse interviste esclusive, reportage, notiziari, oltre alle partite (spesso in diretta) della prima squadra e delle riserve. Il canale TV canadese VRAK.TV è diventata la prima rete pubblica a trasmettere ufficialmente le partite di una squadra di calcio.
In una scena di Iron Man 3 è trasmessa alla televisione una partita dei Reds in cui si riconoscono Daniel Agger e Martin Škrtel.

## Allenatori e presidenti
- 1892-1896  William E. Barclay e  John McKenna
- 1896-1915  Tom Watson
- 1915-1919  ...
- 1919-1923  David Ashworth
- 1923-1928  Matt McQueen
- 1928-1936  George Patterson
- 1936-1951  George Kay
- 1951-1956  Don Welsh
- 1956-1959  Phil Taylor
- 1959-1974  Bill Shankly
- 1974-1983  Bob Paisley
- 1983-1985  Joe Fagan
- 1985-1991  Kenny Dalglish
 Ronnie Moran
- 1991-1992  Graeme Souness
 Ronnie Moran
- 1992-1994  Graeme Souness
- 1994-1997  Roy Evans
- 1997-1998  Roy Evans e  Gérard Houllier
- 1998-2001  Gérard Houllier
- 2001-2002  Phil Thompson
- 2002-2004  Gérard Houllier
- 2004-2010  Rafael Benítez
- 2010-2011  Roy Hodgson
- 2011-2012  Kenny Dalglish
- 2012-2015  Brendan Rodgers
- 2015-2024  Jürgen Klopp
- 2024-  Arne Slot

- 1892-1904  ...
- 1904-1909  Edwin Berry
- 1909-1914  John McKenna
- 1914-1917  John Astbury
- 1917-1919  John McKenna
- 1919-1924  W.R. Williams
- 1924-1926  R.L. Martindale
- 1926-1932  T. Crompton
- 1932-1935  W.H. Cartwright
- 1935-1941  W.J. Harrop
- 1941-1944  R.L. Martindale
- 1944-1947  W.H. McConnell
- 1947-1950  S.R. Williams
- 1950-1953  G.A. Richards
- 1953-1956  W.J. Harrop
- 1956-1964  T.V. Williams
- 1964-1967  S.C. Reakes
- 1967-1969  H. Cartwright
- 1969-1973  H.E. Roberts
- 1973-1990  John Smith
- 1990-1991  N. White
- 1991-2007  D. Moores
- 2007-2010  Hicks e  Gillet
- 2010-  Tom Werner

## Calciatori

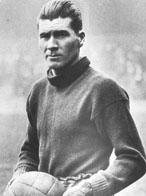
Elisha Scott, portiere del Liverpool per 20 anni

Nella prima metà del XX secolo vari giocatori militarono per la maggior parte della loro carriera nel Liverpool; tra questi spicca Ephraim Longworth, il primo giocatore del club ad aver avuto l'onore di capitanare la nazionale inglese (1921), che giocò nel club dal 1910 al 1928. Negli anni sessanta, Bill Shankly trasforma il club in un gigante europeo, con il suo colosso Ron Yeats e Roger Hunt miglior cannoniere del club in campionato con 245 reti e vincitore del campionato del mondo 1966. Altri giocatori celebri di quel periodo furono Ian Callaghan, che giocò 857 partite con il club, un record, o ancora Kevin Keegan, futuro doppio Pallone d'oro.
Gli acquisti effettuati da Bob Paisley nel corso degli anni settanta e ottanta hanno giocato un ruolo essenziale per i successi del club. In particolare, due scozzesi ingaggiati nel 1977 ebbero un impatto importante: Alan Hansen, vincitore di tre titoli europei e Kenny Dalglish (soprannominato King Kenny dai suoi sostenitori), che in seguito divennero allenatori del Liverpool dopo avervi militato da giocatori. Nel 1980, Paisley ingaggiò il giovane Ian Rush che è tuttora il miglior cannoniere della storia del club. Più recentemente sono emersi nuovi giocatori che si sono fatti conoscere a Liverpool. All'inizio degli anni novanta, Steve McManaman e Robbie Fowler oltre a Michael Owen, Jamie Carragher e Steven Gerrard uscirono dal centro di formazione del club.
In totale, il Liverpool ha fornito 60 giocatori alla nazionale inglese; il club è al quinto posto nella classifica dei club che hanno fornito più giocatori alla nazionale inglese, dietro a Aston Villa, Tottenham, Everton e Arsenal. Il Liverpool, fin dalle origini, ha avuto un rapporto privilegiato con la Scozia. In totale il club ha fornito 22 giocatori alla nazionale scozzese rendendo il club il sesto fornitore di questa nazionale e il quarto fornitore tra i club non scozzesi, dietro a Everton, Newcastle Utd e Sunderland.
Nell'ottobre 2006, dopo un conto alla rovescia di cinque mesi, una votazione a cui presero parte 110 000 persone, designò Kenny Dalglish come il giocatore ad aver più lasciato il segno al Kop del Liverpool Football Club, davanti a Steven Gerrard, Ian Rush, Robbie Fowler e John Barnes.

### Maglie ritirate
- 20,  Diogo Jota[104]
- 96, in onore delle vittime della Strage di Hillsborough[105]

Il Liverpool ha ritirato come primo numero il 96, per ricordare la scomparsa dei tifosi nella tragedia dell'Hillsborough Stadium di Sheffield del 15 aprile 1989. A partire dall'estate del 2025 ha ritirato, da tutte le proprie formazioni, anche la maglia numero 20 indossata da Diogo Jota dal 2020 al 2025, in seguito alla sua prematura scomparsa avvenuta a soli 28 anni nella notte tra il 2 e il 3 luglio 2025 in un incidente stradale.

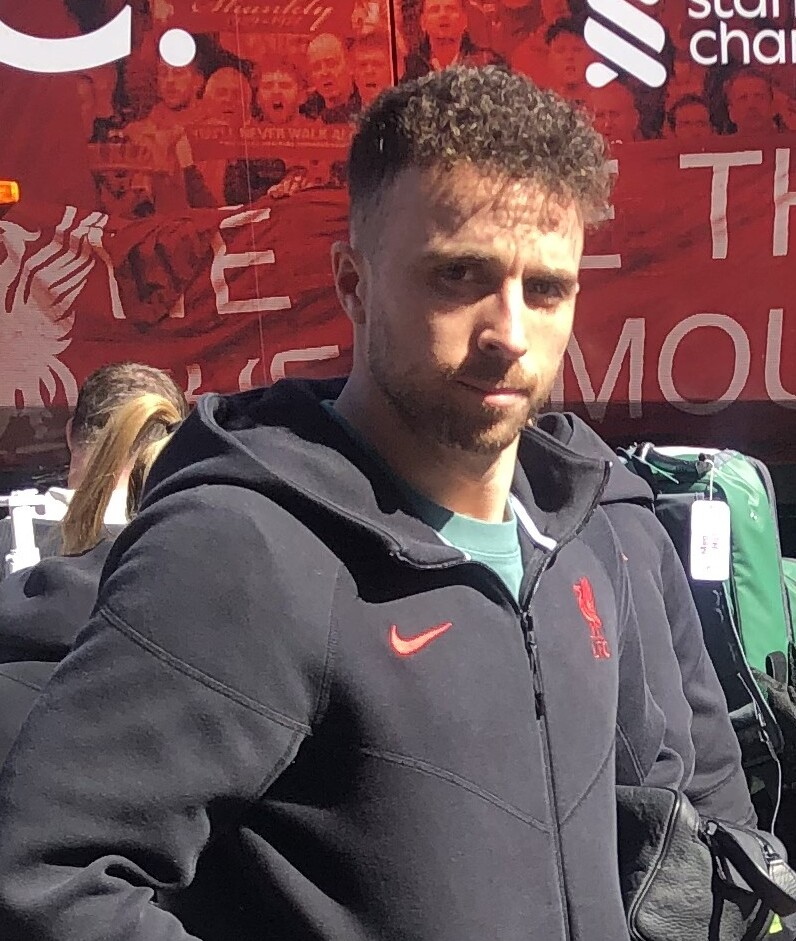
Diogo Jota, la sua maglia numero 20 è stata ritirata nel 2025

### Capitani
| Capitano          | Periodo                 |
| ----------------- | ----------------------- |
| Andrew Hannah     | 1892 – 1895             |
| Jimmy Ross        | 1895 – 1897             |
| John McCartney    | 1897 – 1898             |
| Harry Storer      | 1898 – 1899             |
| Alex Raisbeck     | 1898 – 1909             |
| Arthur Goddard    | 1909 – 1912             |
| Ephraim Longworth | 1912 – 1913 1920 – 1921 |
| Harry Lowe        | 1913 – 1915             |
| Donald McKinlay   | 1919 – 1920 1921 – 1928 |
| Tom Bromilow      | 1928 – 1929             |
| James Jackson     | 1929 – 1930             |
| Tom Morrison      | 1930 – 1931             |
| Tom Bradshaw      | 1931 – 1934             |

| Capitano       | Periodo     |
| -------------- | ----------- |
| Tom Cooper     | 1934 – 1939 |
| Matt Busby     | 1939 – 1940 |
| Willie Fagan   | 1945 – 1947 |
| Jack Balmer    | 1947 – 1950 |
| Phil Taylor    | 1950 – 1953 |
| Bill Jones     | 1953 – 1954 |
| Laurie Hughes  | 1954 – 1955 |
| Billy Liddell  | 1955 – 1958 |
| Johnny Wheeler | 1958 – 1959 |
| Ronnie Moran   | 1959 – 1960 |
| Dick White     | 1960 – 1961 |
| Ron Yeats      | 1961 – 1970 |
| Thomas Smith   | 1970 – 1973 |
| Emlyn Hughes   | 1973 – 1978 |
| Phil Thompson  | 1978 – 1981 |

| Capitano            | Periodo                 |
| ------------------- | ----------------------- |
| Graeme Souness      | 1982 – 1984             |
| Phil Neal           | 1984 – 1985             |
| Alan Hansen         | 1985 – 1988 1989 – 1990 |
| Ronnie Whelan       | 1988 – 1989 1990 – 1991 |
| Steve Nicol         | 1990 – 1991             |
| Mark Wright         | 1991 – 1993             |
| Ian Rush            | 1993 – 1996             |
| John Charles Barnes | 1996 – 1997             |
| Paul Ince           | 1997 – 1999             |
| Jamie Redknapp      | 1999 – 2002             |
| Sami Hyypiä         | 2001 – 2003             |
| Steven Gerrard      | 2003 - 2015             |
| Jordan Henderson    | 2015 –2023              |
| Virgil van Dijk     | 2023 -                  |

### Vincitori di titoli
Campioni del mondo
Di seguito l'elenco dei giocatori che hanno vinto il campionato mondiale di calcio durante il periodo di militanza nel Liverpool:
- Roger Hunt (Inghilterra 1966)
- Ian Callaghan (Inghilterra 1966)
- Gerry Byrne (Inghilterra 1966)
- José Manuel Reina (Sudafrica 2010)
- Fernando Torres (Sudafrica 2010)

Campioni d'Europa
Di seguito l'elenco dei giocatori che hanno vinto il campionato europeo di calcio durante il periodo di militanza nel Liverpool:
- Álvaro Arbeloa (Austria-Svizzera 2008)
- Fernando Torres (Austria-Svizzera 2008)

Campioni del Sudamerica
Di seguito l'elenco dei giocatori che hanno vinto la Copa América durante il periodo di militanza nel Liverpool:
- Luis Suárez (Argentina 2011)
- Allison (Brasile 2019)
- Roberto Firmino (Brasile 2019)
- Alexis Mac Allister (USA 2024)

Campioni della UEFA Nations League
Di seguito l'elenco dei giocatori che hanno vinto la UEFA Nations League durante il periodo di militanza nel Liverpool:
- Diogo Jota (Germania 2025)

#### Premi individuali
- Pallone d'oro: 1

 Michael Owen (2001)
- Scarpa d'oro: 2

 Ian Rush (1983-1984) (32 gol)
 Luis Suárez (2014-2015) (31 gol)
- Capocannonieri della Premier League: 10

 Sam Raybould (1902-1903) (31 gol)
 Jack Parkinson (1909-1910) (30 gol)
 Ian Rush (1983-1984) (32 gol)
 John Aldridge (1987-1988) (26 gol)
 Michael Owen (1997-1998) (18 gol), (1998-1999) (18 gol)
 Luis Suárez (2013-2014) (31 gol)
 Mohamed Salah (2017-2018) (32 gol)
 Mohamed Salah,  Sadio Mané (2018-2019) (22 gol)
- Capocannonieri della Coppa Campioni/Champions League: 2

 Terry McDermott (1980-1981) (6 gol)
 Graeme Souness (1980-1981) (6 gol)
- Capocannonieri della Coppa UEFA: 1

 Dean Saunders (1991-1992) (9 gol)
- Capocannonieri della Coppa delle Coppe: 1

 Robbie Fowler (1996-1997) (7 gol)

## Palmarès

### Competizioni nazionali
- Campionato inglese: 20  (record condiviso con il Manchester United)

1900-1901, 1905-1906, 1921-1922, 1922-1923, 1946-1947, 1963-1964, 1965-1966, 1972-1973, 1975-1976, 1976-1977, 1978-1979, 1979-1980, 1981-1982, 1982-1983, 1983-1984, 1985-1986, 1987-1988, 1989-1990, 2019-2020, 2024-2025
- Coppa d'Inghilterra: 8

1964-1965, 1973-1974, 1985-1986, 1988-1989, 1991-1992, 2000-2001, 2005-2006, 2021-2022
- Coppa di Lega inglese: 10  (record)

1980-1981, 1981-1982, 1982-1983, 1983-1984, 1994-1995, 2000-2001, 2002-2003, 2011-2012, 2021-2022, 2023-2024
- Charity/Community Shield: 16

1964, 1965, 1966, 1974, 1976, 1977, 1979, 1980, 1982, 1986, 1988, 1989, 1990, 2001, 2006, 2022
- Campionato inglese di seconda divisione: 4

1893-1894, 1895-1896, 1904-1905, 1961-1962

### Competizioni internazionali
- Coppa dei Campioni/UEFA Champions League: 6  (record inglese)

1976-1977, 1977-1978, 1980-1981, 1983-1984, 2004-2005, 2018-2019
- Coppa UEFA: 3  (record inglese condiviso con il Tottenham)

1972-1973, 1975-1976, 2000-2001
- Supercoppa UEFA: 4  (record inglese)

1977, 2001, 2005, 2019
- Coppa del mondo per club: 1

2019

### Competizioni giovanili
- FA Youth Cup: 4

1995-1996, 2005-2006, 2006-2007, 2018-2019
- Milk Cup: 1

1988

## Statistiche e record

Il gallese Ian Rush, recordman di reti nella storia del club

La prima partita in assoluto del Liverpool fu una vittoria per 8–0 contro l'Higher Walton (Lancashire League). Ian Callaghan detiene il record delle presenze in tutte le competizioni ufficiali, avendo giocato 857 partite in 19 stagioni dal 1958 al 1978; detiene anche il record delle presenze in campionato (640). Considerando solo la squadra attuale, Jamie Carragher ha il maggior numero di presenze; all'inizio del 2010 ha disputato la sua 600ª partita in maglia del Liverpool.
Il giocatore che detiene il record dei gol in assoluto è invece Ian Rush, che segnò 346 gol tra il 1980 e il 1987 e tra il 1988 al 1996. Rush detiene inoltre il record del maggior numero di reti segnate in una stagione (ben 47 nel 1983–84). Nonostante ciò Rush non riuscì a sorpassare Roger Hunt, che detiene tuttora il record del numero di gol in campionato (245). Nella stagione 1961–62, Hunt segnò 41 gol, che è tuttora un record per quanto concerne unicamente il campionato. Gordon Hodgson, terzo nella graduatoria dei maggiori goleador del club con 240 gol, detiene il record delle triplette realizzate, 17. Cinque giocatori detengono il record del maggior numero di gol realizzati in una partita, cinque: John Miller, Andy McGuigan, John Evans, Ian Rush e Robbie Fowler. Fowler detiene anche il record della tripletta più veloce nella storia del club e della Premier League: segnò tre reti in quattro minuti e 32 secondi contro l'Arsenal nella stagione 1994–95. Steven Gerrard è il giocatore che ha segnato il maggior numero di reti nelle coppe europee con il Liverpool, ben 29.
La vittoria con il maggior numero di reti di scarto del Liverpool fu l'11–0 contro il Strømsgodset IF nel 1974. La vittoria per 10–1 contro il Rotherham Town nel 1896 è tuttora la vittoria più larga in campionato Questo record venne eguagliato quando il Crystal Palace venne battuto per 9–0 ad Anfield nel 1989 e nella stagione 2022-23, quando il Bournemouth subì un 9-0 dai Reds sempre ad Anfield. La sconfitta più pesante del Liverpool, per 1–9, giunse contro il Birmingham City nel 1954. La vittoria del Liverpool per 8–0 contro il Beşiktaş J.K. nella Champions League fu la vittoria più larga della storia della competizione.

### Statistiche di squadra

#### Partecipazione ai campionati
| Livello | Categoria       | Partecipazioni | Debutto   | Ultima stagione | Totale |
| ------- | --------------- | -------------- | --------- | --------------- | ------ |
| 1º      | First Division  | 77             | 1894-1895 | 1991-1992       | 110    |
| 1º      | Premier League  | 33             | 1992-1993 | 2024-2025       | 110    |
| 2º      | Second Division | 11             | 1893-1894 | 1961-1962       | 11     |

#### Partecipazioni alle competizioni internazionali
| Competizione                               | Trofeo | Debutto   | Ultima stagione | Miglior risultato | Partecipazioni | G   | V   | N  | P  | RF  | RS  |
| ------------------------------------------ | ------ | --------- | --------------- | ----------------- | -------------- | --- | --- | -- | -- | --- | --- |
| Coppa dei Campioni / UEFA Champions League |        | 1964-1965 | 2024-2025       | Vincitore         | 26             | 248 | 144 | 48 | 56 | 472 | 228 |
| Coppa UEFA / Europa League                 |        | 1972-1973 | 2023-2024       | Vincitore         | 15             | 124 | 66  | 34 | 24 | 186 | 94  |
| Supercoppa UEFA                            |        | 1977      | 2019            | Vincitore         | 5              | 8   | 4   | 2  | 2  | 18  | 12  |
| Coppa delle Coppe UEFA                     |        | 1965-1966 | 1996-1997       | Finale            | 5              | 29  | 16  | 5  | 8  | 57  | 29  |
| Coppa del mondo per club FIFA              |        | 2005      | 2019            | Vincitore         | 2              | 4   | 3   | 0  | 1  | 6   | 2   |
| Coppa Intercontinentale                    |        | 1981      | 1984            | Finale            | 2              | 2   | 0   | 0  | 2  | 0   | 4   |
| Coppa delle Fiere                          |        | 1967-1968 | 1970-1971       | Semifinale        | 4              | 22  | 12  | 4  | 6  | 46  | 15  |

### Statistiche individuali
Classifica dei primi dieci primatisti di presenze e reti in tutte le competizioni.
Aggiornato al 27 aprile 2025
| Record di presenze - 857 Ian Callaghan (1960-1978) - 737 Jamie Carragher (1996-2013) - 710 Steven Gerrard (1998-2015) - 665 Ray Clemence (1967-1981) - 665 Emlyn Hughes (1967-1979) - 660 Ian Rush (1980-1987, 1988-1996) - 650 Phil Neal (1974-1985) - 638 Tommy Smith (1962-1978) - 628 Bruce Grobbelaar (1980-1994) - 620 Alan Hansen (1977-1991) | Record di reti - 346 Ian Rush (1980-1987, 1988-1996) - 286 Roger Hunt (1958-1969) - 246 Mohamed Salah (2017-oggi) - 241 Gordon Hodgson (1925-1936) - 228 Billy Liddell (1938-1961) - 186 Steven Gerrard (1998-2015) - 183 Robbie Fowler (1993-2001, 2006-2007) - 172 Kenny Dalglish (1977-1990) - 158 Michael Owen (1996-2004) - 151 Harry Chambers (1915-1928) |

## Tifoseria

### Storia
I tifosi del Liverpool sono chiamati comunemente Reds - dal colore totalmente rosso della tenuta di gioco della squadra - o Scousers ma la frangia più appariscente e appassionata del tifo prende il nome di Kop, dal nome della curva omonima dello stadio di Anfield.
Secondo le note di colore della tifoseria locale, i tifosi della Kop possono «risucchiare la palla in rete» quando il Liverpool attacca verso la porta sotto tale curva, a sottolineare l'entusiasmo con il quale i fan sostengono senza sosta la loro squadra.
Un minuto prima del triplice fischio finale, dagli spalti parte l'inno della squadra, "You'll Never Walk Alone", che tradotto dall'inglese significa "Voi non camminerete mai da soli", come a confermare la fedeltà dei tifosi verso i giocatori e la squadra. I tifosi del Liverpool sono di sinistra.

### Amicizie e rivalità

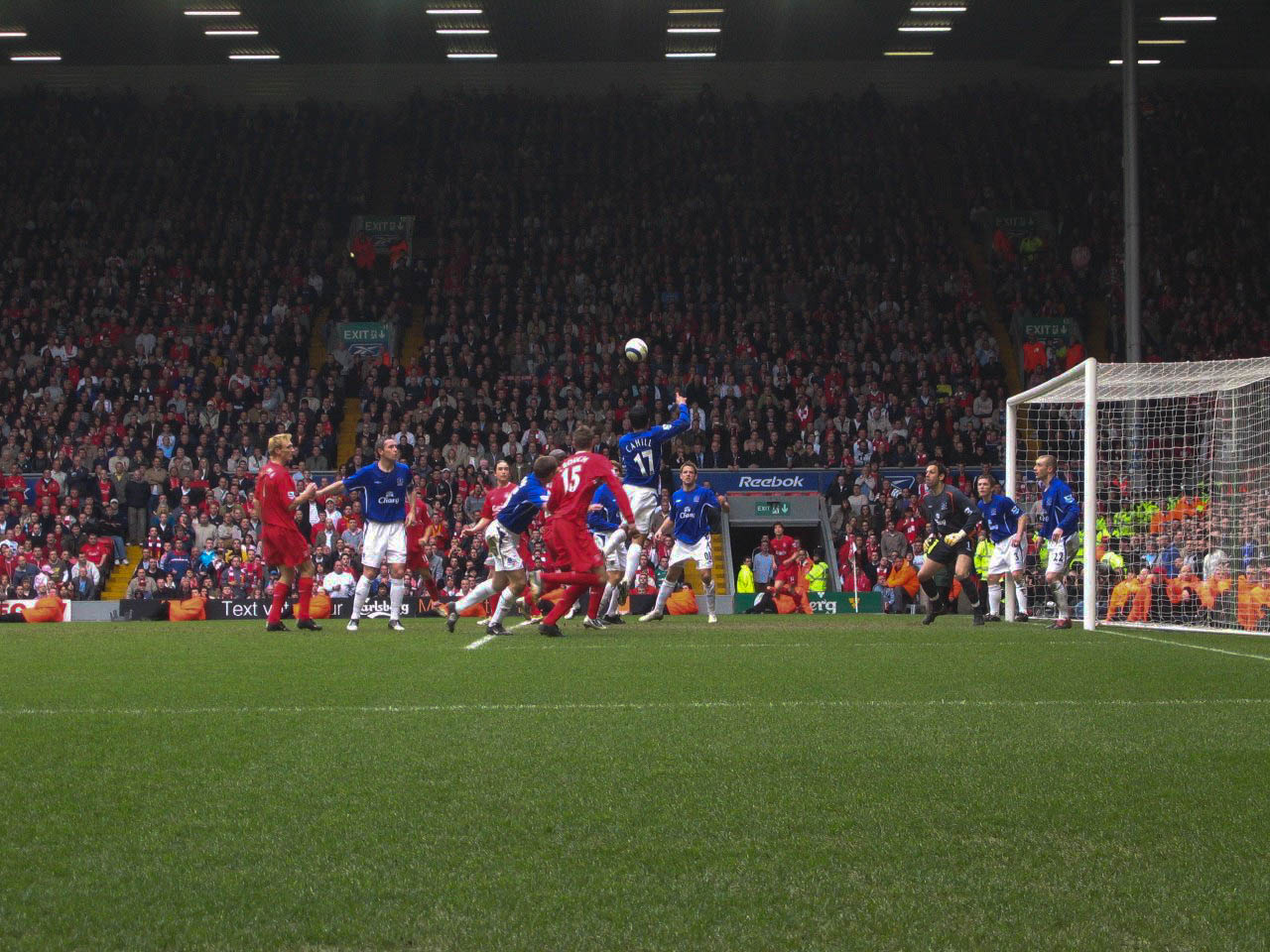
Una fase di gioco del Merseyside Derby del 2006

L'amicizia più forte è senza dubbio quella con i tedeschi del Borussia M'gladbach, nonostante alcune delle più scottanti sconfitte europee della squadra tedesca siano state causate dai Reds: i tifosi sono uniti da un solido rapporto, tanto che You'll never walk alone viene spesso cantata durante le partite casalinghe del Borussia. In occasione della finale della Coppa dei Campioni 1976-1977 e delle semifinali dell'edizione successiva i fan delle due squadre strinsero un'intensa amicizia. Le due tifoserie iniziarono ad incontrarsi annualmente per disputare un incontro amichevole e festeggiare assieme e dal 1992 centinaia di sostenitori del Borussia cominciarono ad approfittare della pausa invernale del campionato tedesco per raggiungere Liverpool e assistere ad un incontro di Premier League all'Anfield Road assieme agli amici inglesi. Più tardi anche tra molti tifosi dei reds divenne consuetudine organizzare ad ogni stagione una trasferta a Mönchengladbach, la più importante delle quali è avvenuta nel 2007 in occasione delle grandi celebrazioni per il trentennale dell'amicizia. A testimonianza di quanto profondo sia il legame tra i sostenitori dei due club l'iniziativa che nel 1992 portò i tifosi del Borussia a raccogliere donazioni per più di 20.000 marchi tedeschi (oltre 10.000 euro) che furono devoluti a sostegno delle famiglie delle vittime della strage di Hillsborough. L'altro grande legame è quello con gli scozzesi del Celtic. Il motivo di questa "alleanza" è l'introduzione nel mondo del calcio dell'inno You'll Never Walk Alone. Il legame si è rafforzato a seguito di Hillsborough, quando i tifosi scozzesi sono stati vicini al Liverpool. Altro rapporto di amicizia esiste con i tifosi della Salernitana, con i supporters inglesi che hanno assistito anche a partite all'Arechi.
Una rivalità molto sentita dai tifosi del Liverpool è senza dubbio quella con i Red Devils del Manchester Utd. Queste sono le due squadre più titolate d'Inghilterra, all'interno dei confini nazionali ed a livello complessivo per numero di trofei vinti, mentre a livello internazionale attualmente il Chelsea è avanti al Manchester United per numero di trofei vinti. La rivalità, già fortissima per questi motivi, è accentuata ancora di più dal fatto che le città di Liverpool e Manchester distano solo 60 chilometri l'una dall'altra.
Altra forte rivalità è quella con i concittadini dell'Everton, nonostante le partite tra queste squadre siano comunque definite derby amichevoli, perché a Liverpool sono molte le famiglie che possono annoverare sia un tifoso dei Reds sia un tifoso dei Toffees. Di più recente nascita è l'antipatia verso il Chelsea. La rivalità nasce sia in campo nazionale, sia in campo europeo: infatti i Blues sono entrati nell'élite del calcio inglese dal 2003, quando il magnate russo Roman Abramovič ha acquistato il club londinese. I continui scontri in campionato e in Champions League hanno acuito questa rivalità, che adesso è una delle più sentite dai tifosi dei Reds, che cantano a squarciagola durante le partite contro il Chelsea "...you ain't got no history!", "...voi non avete una storia!", come a sottolineare che non si diventa il club più titolato del paese in pochi anni.

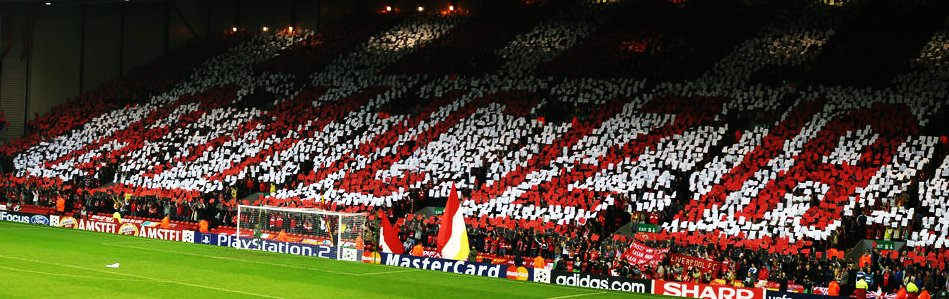
La coreografia esposta dai tifosi dei Reds in occasione di Liverpool- del 5 aprile 2005

Ai tempi d'oro del Nottingham Forest, sul finire degli anni settanta e all'inizio degli ottanta, un'accesa rivalità nacque nei confronti del Liverpool. Dalle sfide in Coppa Campioni con il Liverpool, nacque il canto dei tifosi del Forest Are You Watching, Are You Watching, Are You Watching Liverpool! Questo venne inizialmente cantato quando il Nottingham riuscì ad eliminare gli acerrimi rivali che ebbero per lo più la colpa di aver preso la maglietta (rossa) e il relativo soprannome The Reds dal Forest. Fu proprio durante una partita di FA Cup contro il Nottingham Forest, a Sheffield il 15 aprile 1989, che si verificò la spaventosa strage di Hillsborough in cui persero la vita 96 tifosi della squadra della Merseyside.
Durante la finale di Coppa dei Campioni disputata a Bruxelles in data 29 maggio 1985 tra il Liverpool e la Juventus, gli hooligans inglesi si resero protagonisti di un avvenimento tristemente noto come "strage dell'Heysel", dove morirono 39 persone, la maggioranza d'origine italiana nonché sostenitori bianconeri. In seguito a questo avvenimento, alcune compagini degli ultras juventini hanno dimostrato ostilità nei confronti dei Reds. Lo stesso Ian Rush, bandiera storica del Liverpool e giocatore anche della Juventus in passato, scrisse in occasione di Liverpool-Juventus del 5 aprile 2005 una frase dedicata a tutti i tifosi juventini, richiamando lo storico inno del Liverpool, che recitava "We are sorry. You'll never walk alone".

## Organico

### Rosa
Rosa, numerazione e ruoli, tratti dal sito ufficiale, sono aggiornati al 15 agosto 2025.
| N. |                             | Ruolo | Calciatore                 |
| -- | --------------------------- | ----- | -------------------------- |
| 1  | Brasile (bandiera)          | P     | Alisson Becker             |
| 2  | Inghilterra (bandiera)      | D     | Joe Gomez                  |
| 3  | Giappone (bandiera)         | C     | Wataru Endō                |
| 4  | Paesi Bassi (bandiera)      | D     | Virgil van Dijk (capitano) |
| 5  | Francia (bandiera)          | D     | Ibrahima Konaté            |
| 6  | Ungheria (bandiera)         | D     | Milos Kerkez               |
| 7  | Germania (bandiera)         | C     | Florian Wirtz              |
| 8  | Ungheria (bandiera)         | C     | Dominik Szoboszlai         |
| 10 | Argentina (bandiera)        | C     | Alexis Mac Allister        |
| 11 | Egitto (bandiera)           | A     | Mohamed Salah              |
| 12 | Irlanda del Nord (bandiera) | D     | Conor Bradley              |
| 14 | Italia (bandiera)           | A     | Federico Chiesa            |
| 15 | Italia (bandiera)           | D     | Giovanni Leoni             |
| 17 | Inghilterra (bandiera)      | C     | Curtis Jones               |
| 18 | Paesi Bassi (bandiera)      | A     | Cody Gakpo                 |
| 19 | Inghilterra (bandiera)      | A     | Harvey Elliott             |

| N. |                        | Ruolo | Calciatore                       |
| -- | ---------------------- | ----- | -------------------------------- |
| 21 | Grecia (bandiera)      | D     | Kōstas Tsimikas                  |
| 22 | Francia (bandiera)     | A     | Hugo Ekitike                     |
| 25 | Georgia (bandiera)     | P     | Giorgi Mamardashvili             |
| 26 | Scozia (bandiera)      | D     | Andrew Robertson (vice capitano) |
| 28 | Inghilterra (bandiera) | P     | Freddie Woodman                  |
| 30 | Paesi Bassi (bandiera) | D     | Jeremie Frimpong                 |
| 38 | Paesi Bassi (bandiera) | C     | Ryan Gravenberch                 |
| 41 | Ungheria (bandiera)    | P     | Ármin Pécsi                      |
| 42 | Inghilterra (bandiera) | C     | Trey Nyoni                       |
| 43 | Spagna (bandiera)      | C     | Stefan Bajčetić                  |
| 46 | Inghilterra (bandiera) | D     | Rhys Williams                    |
| 47 | Scozia (bandiera)      | D     | Calvin Ramsay                    |
| 73 | Inghilterra (bandiera) | A     | Rio Ngumoha                      |

### Staff tecnico
- Allenatore:  Arne Slot
- Vice allenatore:  Sipke Hulshoff
- Vice allenatore:  Giovanni van Bronckhorst
- Allenatore dei portieri:  Xavi Valero
- Fisioterapista:  Richie Partridge